# Lista străzilor din sectorul 3
Lista străzilor din sectorul 1 | 2 | 3 | 4 | 5 | 6

## Alei
Aleile sunt străzi înguste și scurte, plantate pe margini cu flori sau arbori.
1. Aleea Adjud
2. Aleea Dimitrie Anghel, poet
3. Aleea Apahida
4. Aleea Argintului
5. Aleea Banul Udrea
6. Aleea Barajul Bicaz
7. Aleea Barajul Bistriței
8. Aleea Barajul Cucuteni
9. Aleea Barajul Dunării
10. Aleea Barajul Iezeru
11. Aleea Barajul Lotru
12. Aleea Barajul Rovinari
13. Aleea Barajul Sadului
14. Aleea Barajul Uzului
15. Aleea Berevoiești
16. Aleea Blajel
17. Aleea Emil Botta, poet
18. Aleea Buchetului
19. Aleea Budacu
20. Aleea Buhuși
21. Aleea Marius Emanoil Buteica, erou
22. Aleea Calnau
23. Aleea Adrian Carstea, slt.
24. Aleea Cauzași
25. Aleea Cindrel
26. Aleea Cioplea
27. Aleea Ciucea
28. Aleea Florin Ciungan
29. Aleea Codrii Neamțului
30. Aleea Fetești
31. Aleea Fizicienilor
32. Aleea Foișorului
33. Aleea Fuiorului
34. Aleea Onisifor Ghibu
35. Aleea Giurgeni
36. Aleea Vasile Goldiș
37. Aleea Iosif Hodoș
38. Aleea Ianca
39. Aleea Ilioara
40. Aleea Jieneasca
41. Aleea Laceni
42. Aleea Lăcrămioarei
43. Aleea Leorda
44. Aleea Lipănești
45. Aleea Lunca Bradului
46. Aleea Lunca Moldovei
47. Aleea Lunca Mureșului
48. Aleea Mădărași
49. Aleea Mănăstirea Agapia
50. Aleea Mizil
51. Aleea Moreni
52. Aleea Alexandru Voievod Moruzi
53. Aleea Mostiștea
54. Aleea Negru Vodă
55. Aleea Păcalea
56. Aleea Pădurea Craiului
57. Aleea Perișoru
58. Aleea Plenita
59. Aleea Pleșești
60. Aleea Postăvarul
61. Aleea Prevederii
62. Aleea Râmnicu Sărat
63. Aleea Râmnicu Vâlcea
64. Aleea Rotunda
65. Aleea Școlarilor
66. Aleea Sibiana
67. Aleea Solidarității
68. Aleea Stanila
69. Aleea Suraia
70. Aleea Tandala
71. Aleea Țăndărei
72. Aleea Textiliștilor
73. Aleea Constantin Tudor, frt.
74. Aleea Ion Tudor, sold.
75. Aleea Vârful cu Dor
76. Aleea Vlăhița
77. Aleea Zavideni

## Bulevarde
Bulevardele sunt străzi urbane largi și drepte, de mare circulație, în general mărginite de plantații de arbori.
1. Bulevardul 1 Decembrie 1918
2. Bulevardul Basarabia
3. Bulevardul Ion C. Brătianu
4. Bulevardul Burebista
5. Bulevardul Camil Ressu
6. Bulevardul Carol I
7. Bulevardul Corneliu Coposu
8. Bulevardul Decebal
9. Bulevardul Energeticienilor
10. Bulevardul Octavian Goga
11. Bulevardul Nicolae Grigorescu, pictor
12. Bulevardul Hristo Botev
13. Bulevardul Mircea Vodă
14. Bulevardul Theodor Pallady
15. Bulevardul Râmnicu Sărat
16. Bulevardul Regina Elisabeta
17. Bulevardul Unirii

## Căi
Căile sunt artere de pătrundere într-un oraș, iar rolul lor este de a face legătura cu o șosea importantă. În trecut calea era o stradă care servea drept arteră principală de circulație într-un oraș.
1. Calea Călărași
2. Calea Dudești
3. Calea Moșilor
4. Calea Văcărești
5. Calea Victoriei
6. Calea Vitan

## Drumuri
Drumurile sunt căi de comunicație terestră, străzi, șosele.
1. Drumul Gura Calitei
2. Drumul intre Tarlale
3. Drumul Lunca Corbului
4. Drumul Lunca Jariștei
5. Drumul Lunca Merilor
6. Drumul Malu Roșu
7. Drumul Murgului
8. Drumul Sătenilor

## Intrări
Intrările sunt străzi mici înfundate la un capăt. Poartă și denumirea de fundături.
1. Intrarea Albăstriței
2. Intrarea Amazoanei
3. Intrarea Anestinelor
4. Intrarea Aniversării
5. Intrarea Arenei
6. Intrarea Arsura
7. Intrarea Atașamentului
8. Intrarea Baba Novac
9. Intrarea Bădeni
10. Intrarea Banul Udrea
11. Intrarea Andrei Bârseanu
12. Intrarea Bârsei
13. Intrarea Cezar Bolliac, poet
14. Intrarea Borceag
15. Intrarea Brateș
16. Intrarea Budeasa
17. Intrarea Ion Gh. Buzoianu, lt.col.
18. Intrarea Caloian Judetu
19. Intrarea Canarului
20. Intrarea Cărbunești
21. Intrarea Radu Ceauș
22. Intrarea Chimiei
23. Intrarea Ion Ciopleanu
24. Intrarea Clăilor
25. Intrarea Maria Clucereasa
26. Intrarea Colțului
27. Intrarea Concursului
28. Intrarea Cortinei
29. Intrarea Coșarului
30. Intrarea Dealul Poeni
31. Intrarea Traian Demetrescu
32. Intrarea Dinamicei
33. Intrarea Fumăriței
34. Intrarea Grigore Gănescu, prof.
35. Intrarea Greierului
36. Intrarea Homorod
37. Intrarea Horbotei
38. Intrarea Hulubilor
39. Intrarea Industriilor
40. Intrarea Învingătorilor
41. Intrarea Jariștea
42. Intrarea Lacul Lala
43. Intrarea Lianei
44. Intrarea Licurici
45. Intrarea Literei
46. Intrarea Vasile Lucaciu, preot
47. Intrarea Mamulari
48. Intrarea Metalului
49. Intrarea Muncii
50. Intrarea Mușcatei
51. Intrarea Negru Vodă
52. Intrarea Odobești
53. Intrarea Olteni
54. Intrarea Parfumului
55. Intrarea Parului
56. Intrarea Patinoarului
57. Intrarea Patrulei
58. Intrarea Platon
59. Intrarea Eufrosina Popescu
60. Intrarea Maximilian Popper, dr.
61. Intrarea Prispei
62. Intrarea Pristolului
63. Intrarea Reconstrucției
64. Intrarea Rubinului
65. Intrarea Scorțeni
66. Intrarea Sectorului
67. Intrarea Nicolae Șelari
68. Intrarea Siliciului
69. Intrarea Simbolului
70. Intrarea Ștafetei
71. Intrarea Stejarului
72. Intrarea Tarcău
73. Intrarea Titan
74. Intrarea Tropicelor
75. Intrarea Gheorghe Tudorache
76. Intrarea Văilor
77. Intrarea Iuliu Valaori,prof.
78. Intrarea Vâslei
79. Intrarea Violoncelului
80. Intrarea Vișeul de Sus
81. Intrarea Voroneț
82. Intrarea Avram Zenovie, mr.

## Piețe
Piețele sunt locuri întinse și deschise dintr-o localitate, unde se întâlnesc sau se întretaie mai multe străzi. Sunt adesea amenajate cu spații verzi, statui.
1. Piața Alba Iulia
2. Piața Corneliu Coposu
3. Piața Sfântul Gheorghe
4. Piața Traian
5. Piața Unirii
6. Piața Universității

## Splaiuri
1. Splaiul Independenței
2. Splaiul Unirii

## Șosele
Șoselele sunt străzi periferice largi, frumos amenajate, de obicei plantate cu pomi.
1. Șoseaua Dudești - Pantelimon
2. Șoseaua Gara Cățelu
3. Șoseaua Mihai Bravu

## Străzi
1. Strada 19 Noiembrie
2. Strada Academiei
3. Strada Adamache Vasile
4. Strada Agricultorilor
5. Strada Alebu Iosif, col.
6. Strada Alexander von Humboldt
7. Strada Alunelului
8. Strada Ambrozie Matei, sold.
9. Strada Anestinelor
10. Strada Apostol Margarit
11. Strada Arcușului
12. Strada Armeniș
13. Strada Avuției
14. Strada Baba Novac
15. Strada Baciu Judetu
16. Strada Baia de Fier
17. Strada Baia Mare
18. Strada Banul Udrea
19. Strada Barasch Iuliu, dr.
20. Strada Barcarolei
21. Strada Basarab Matei
22. Strada Băbeni
23. Strada Băcani
24. Strada Bădescu Mircea
25. Strada Bălcesti
26. Strada Băniei
27. Strada Bărației
28. Strada Bărcianu Daniel, prof.
29. Strada Bârseanu Andrei
30. Strada Bârsescu Agatha
31. Strada Becaței
32. Strada Biserica Doamnei
33. Strada Bistricioara
34. Strada Blaga Lucian, poet
35. Strada Blăjel
36. Strada Blănari
37. Strada Bolintineanu Dimitrie, scriitor
38. Strada Bolliac Cezar, poet
39. Strada Bonea Marin, serg.
40. Strada Botea Aurel, lt.av.
41. Strada Braniște Valeriu
42. Strada Brauner Victor
43. Strada Bravilor
44. Strada Brăilița
45. Strada Brățării
46. Strada Brâncuși Constantin, sculptor
47. Strada Brândușelor
48. Strada Breaza
49. Strada Brezeanu Iancu
50. Strada Bucovina
51. Strada Budești
52. Strada Buga
53. Strada Buhuși
54. Strada Bumbăcari
55. Strada Burdujeni
56. Strada Burluși
57. Strada Burniței
58. Strada Caloian Județu
59. Strada Calomfirescu Radu
60. Strada Calotești
61. Strada Caolinului
62. Strada Carada Eugeniu
63. Strada Caragea Ilie, cap.
64. Strada Caragiu Toma
65. Strada Cavafii Vechi
66. Strada Cazangiilor
67. Strada Călan
68. Strada Căldărari
69. Strada Călugareni
70. Strada Călușarilor
71. Strada Câmpia Libertății
72. Strada Câmpineanca
73. Strada Cârlova Vasile, poet
74. Strada Cătănoaia
75. Strada Căuzași
76. Strada Căzănești
77. Strada Ceairului
78. Strada Ceauș Radu
79. Strada Cerceluș
80. Strada Cerna Panait, poet
81. Strada Chezășiei
82. Strada Chiciurei
83. Strada Chilioara
84. Strada Chiparosului
85. Strada Chitarei
86. Strada Cicoarei
87. Strada Ciubaru Ioan, serg.
88. Strada Ciucea
89. Strada Cluceru Udricani
90. Strada Codrii Neamțului
91. Strada Cogâlnic
92. Strada Colței
93. Strada Columbelor
94. Strada Complexului
95. Strada Confederației
96. Strada Constantinescu Mitriță, prof.
97. Strada Copăceni
98. Strada Cornul Caprei
99. Strada Cosițelor
100. Strada Covaci
101. Strada Cozla
102. Strada Credinței
103. Strada Crestei
104. Strada Crinul de Grădină
105. Strada Cristea Adrian
106. Strada Crivățului
107. Strada Cromului
108. Strada Cugir
109. Strada Cuibaru Ioan, serg.
110. Strada Culesului
111. Strada Culmea Veche
112. Strada Cultul Patriei
113. Strada Cumpănici Petre, prof.
114. Strada Cunești
115. Strada Cutezătorilor
116. Strada Dadu
117. Strada Danubiu
118. Strada Darabani
119. Strada Delea Nouă
120. Strada Deltei
121. Strada Demarat Zossima
122. Strada Depozitului
123. Strada Diligenței
124. Strada Discului
125. Strada Doamna Chiajna
126. Strada Doamnei
127. Strada Dobrescu Matache
128. Strada Dobroteasa
129. Strada Doicești
130. Strada Doja Gheorghe
131. Strada Doliei
132. Strada Drăgan Constantin, sold.
133. Strada Drăgan Dumitru, sold.
134. Strada Dristorului
135. Strada Drumeagului
136. Strada Drumețului
137. Strada Drumul între Vii
138. Strada Dumitru Petre, sold.
139. Strada Dumitru Z. Nicolae, sold.
140. Strada Dunărea Albastră
141. Strada Economiei
142. Strada Elbrus
143. Strada Elias Jacques
144. Strada Elinescu Niță
145. Strada Eretelui
146. Strada Eșarfei
147. Strada Eterului
148. Strada Everest
149. Strada Fetești
150. Strada Fetițelor
151. Strada Filderman Wilhelm
152. Strada Fildeșului
153. Strada Filibiliu Ion, prof.
154. Strada Filitti C. Ioan
155. Strada Firidei
156. Strada Fizicienilor
157. Strada Floare Albastră
158. Strada Florescu Ion Emanoil, g-ral
159. Strada Foișoreanu Mihail, lt.
160. Strada Foișorului
161. Strada Franceză
162. Strada Frăsinetului
163. Strada Gabroveni
164. Strada Ganovici Dumitru, lt.
165. Strada Gârleanu Emil
166. Strada Gheorghe Cristescu
167. Strada Gheorghiev Vasile, serg.
168. Strada Ghețu Anghel, sold.
169. Strada Ghica Ion
170. Strada Gologanului
171. Strada Gospodăriei
172. Strada Grădinarilor
173. Strada Grigore Ion, serg.
174. Strada Grindeiului
175. Strada Grota Lacurilor
176. Strada Gruiul Argeșului
177. Strada Gura Ialomiței
178. Strada Gura Vadului
179. Strada Gura Văii
180. Strada Hagiului
181. Strada Halelor
182. Strada Hanul cu Tei
183. Strada Hășmaș
184. Strada Hârșova
185. Strada Horezu
186. Strada Iancu I. Grigore, sold.
187. Strada Idealului
188. Strada Ilioara
189. Strada Industriilor
190. Strada Invenției
191. Strada Ionescu D. Petre, plt.
192. Strada Ionescu Gion Gh., prof.
193. Strada Iosif Ion, sold.
194. Strada Iosif Ștefan Octavian, poet
195. Strada Iosifești
196. Strada Irisului
197. Strada Istriei
198. Strada Ivo Andrić
199. Strada Întrecerii
200. Strada Învingatorilor
201. Strada Jean Alexandru Steriadi
202. Strada Județu Gheorghe
203. Strada Labirint
204. Strada Laborator
205. Strada Lacul Greaca
206. Strada Lalelelor
207. Strada Lăcrămioarei
208. Strada Lăzăreanu Barbu
209. Strada Lăzăreni
210. Strada Lăzărescu Petre, lt.av.
211. Strada Lemnișorului
212. Strada Levănțica
213. Strada Licaret Nicolae, cpt.
214. Strada Lipscani
215. Strada Logofătul Tăutu
216. Strada Logofătul Udriște
217. Strada Lotrioara
218. Strada Loviște
219. Strada Lucaciu Vasile, preot
220. Strada Lucieni
221. Strada Lugojana
222. Strada Lunca Banului
223. Strada Lunca Bradului
224. Strada Lupșanu
225. Strada Magatti Alexandru, sold.
226. Strada Magnetului
227. Strada Malva
228. Strada Manea Gheorghe
229. Strada Mareș Scarlat, lt.av.
230. Strada Marin Marin, sold.
231. Strada Marin Nicolae, sold.
232. Strada Mavrogheni Nicolae
233. Strada Măgura Mare
234. Strada Mălureni
235. Strada Mămulari
236. Strada Mărtinești
237. Strada Mărului
238. Strada Mântuleasa
239. Strada Medeleni
240. Strada Meiului
241. Strada Meșterul Manole
242. Strada Mihale N. Stelian, sold.
243. Strada Mileanca
244. Strada Miletin
245. Strada Miniș
246. Strada Minulescu Ion, poet
247. Strada Mirăslău
248. Strada Mizil
249. Strada Moga Alexandru, slt.
250. Strada Moise Nicoară, prof.
251. Strada Monolitului
252. Strada Morilor
253. Strada Mortun Ion
254. Strada Moruzi Alexandru Voievod
255. Strada Moș Ion Roată
256. Strada Moților
257. Strada Mugur Mugurel
258. Strada Munții Mehedinți
259. Strada Mureșana
260. Strada Mureșeni
261. Strada Murgeni
262. Strada Murgu Eftimie, prof.
263. Strada Năzuinței
264. Strada Neagu Andrei, sold.
265. Strada Nedelcu Ion, plt.
266. Strada Negoiu
267. Strada Negostina
268. Strada Negru Vodă
269. Strada Nerva Traian
270. Strada Nicolae Tudor
271. Strada Nicolau S. Ștefan, prof.dr.
272. Strada Nistor Ion
273. Strada Nottara C. Constantin
274. Strada Nucului
275. Strada Octavian
276. Strada Odobești
277. Strada Olteni
278. Strada Oriav
279. Strada Ozana
280. Strada Paleologu
281. Strada Pană Gheorghe, erou
282. Strada Pann Anton
283. Strada Panu Anastase
284. Strada Papazoglu Dumitru, lt.col.
285. Strada Papiu Ilarian Alexandru, ist.
286. Strada Parfumului
287. Strada Pas Bălcescu Nicolae
288. Strada Pascal Aristide
289. Strada Pascu Nicolae, lt.
290. Strada Patriei
291. Strada Patrioților
292. Strada Patulului
293. Strada Paltin Ion
294. Strada Pazon Marin, plt.
295. Strada Pădurea Craiului
296. Strada Păpădiei
297. Strada Pătlaginei
298. Strada Pătrășcanu Lucrețiu
299. Strada Pătrașcu Vodă
300. Strada Păunescu
301. Strada Păunești
302. Strada Pârjolescu Ion, sold.
303. Strada Peleș
304. Strada Pelinului
305. Strada Pene Dumitru, serg.
306. Strada Peneș Curcanul
307. Strada Petrache Florea, serg.
308. Strada Petrașcu Gheorghe
309. Strada Petre Petre, serg.
310. Strada Pietroșelului
311. Strada Pillat Ion
312. Strada Piscu Răchitei
313. Strada Plutei
314. Strada Polosca Tănase, sold.
315. Strada Popa Florea, sold.
316. Strada Popa Nan
317. Strada Popa Soare
318. Strada Popa Stoica din Farcaș
319. Strada Popescu Alexandru, lt.
320. Strada Popescu Eufrosina
321. Strada Popper Maximilian, dr.
322. Strada Postăvarul
323. Strada Poștasului
324. Strada Poștei
325. Strada Prevederii
326. Strada Prieteniei
327. Strada Prigoriilor
328. Strada Prisaca Dornei
329. Strada Pupitrului
330. Strada Puțul cu Roată
331. Strada Racoțeanu G. Ion, mr.
332. Strada Radu Gheorghe, plt.
333. Strada Rallet Dimitrie, dr.
334. Strada Rampei
335. Strada Rarău
336. Strada Rasovița
337. Strada Răcari
338. Strada Răcătău
339. Strada Rășinari
340. Strada Răsvani
341. Strada Râmnicu Vâlcea
342. Strada Rândunelelor
343. Strada Rebreanu Liviu
344. Strada Reconstrucției
345. Strada Regenerării
346. Strada Releului
347. Strada Remus
348. Strada Robescu F. Constantin
349. Strada Rodiei
350. Strada Rodnei
351. Strada Rodul Pământului
352. Strada Romulus
353. Strada Roșianu
354. Strada Roșu Nicolae
355. Strada Rotaru Ion, serg.
356. Strada Rotundă
357. Strada Rulmentului
358. Strada Rusănești
359. Strada Sabiței
360. Strada Sahighian Ion, regizor
361. Strada Sarmizegetusa
362. Strada Satelitului
363. Strada Scaune
364. Strada Schitului
365. Strada Sebe T. Niculae, sold.
366. Strada Sebeș
367. Strada Sebeșană
368. Strada Segovia
369. Strada Sfânta Vineri
370. Strada Sfântul Dumitru
371. Strada Sihleanu Alexandru Zamfir, poet
372. Strada Siminocului
373. Strada Sinești
374. Strada Sintești
375. Strada Sita R. Vasile, serg.
376. Strada Slănic
377. Strada Smârdan
378. Strada Soarelui
379. Strada Speranția D. Theodor
380. Strada Spiești
381. Strada Spiridon Matei, sold.
382. Strada Stan Județu
383. Strada Stavropoleos
384. Strada Stelea Spătarul
385. Strada Sălcioarei
386. Strada Șapte Drumuri
387. Strada Școala Ciocanul
388. Strada Șelari
389. Strada Șelimbăr
390. Strada Șepcari
391. Strada Șerban Ghiță, sold.
392. Strada Șoimari
393. Strada Ștefan Constantin, sold.
394. Strada Ștefănescu Teodor
395. Strada Știrului
396. Strada Știubei
397. Strada Tarnița
398. Strada Teclu Nicolae
399. Strada Teodorescu Constantin, sold.
400. Strada Teodorescu Gh. Dem.
401. Strada Teodorini Elena
402. Strada Ticuș
403. Strada Tina M. Petre, sold.
404. Strada Tina Radu, sold.
405. Strada Tomis
406. Strada Toneanu Vasile
407. Strada Tonitza Nicolae, pictor
408. Strada Traian
409. Strada Trandafirul Roșu
410. Strada Trapezului
411. Strada Trifoi
412. Strada Trilului
413. Strada Troscotului
414. Strada Tudor Gheorghe Bogdan
415. Strada Tudor Ion, sold.
416. Strada Tufănică
417. Strada Turturelelor
418. Strada Tăttărescu Gheorghe, pictor
419. Strada Târnoveanu Mihail
420. Strada Țărăncuței
421. Strada Țiglina
422. Strada Ținutului
423. Strada Țuculescu Ion
424. Strada Unității
425. Strada Valaori Iuliu, prof.
426. Strada Valea Buzăului
427. Strada Valea Mieilor
428. Strada Valea Sadului
429. Strada Vameșului
430. Strada Văilor
431. Strada Vărăști
432. Strada Vâlsănești
433. Strada Vântului
434. Strada Vârtej Gheorghe, serg.
435. Strada Verdeței
436. Strada Vericescu
437. Strada Vintilă Vodă
438. Strada Virginia
439. Strada Vișeul de Sus
440. Strada Vitejilor
441. Strada Vitioara
442. Strada Vlad Dracu
443. Strada Vlad Județu
444. Strada Vlahuță Alexandru
445. Strada Vlaicu Vodă
446. Strada Vlăhița
447. Strada Voiculescu Vasile
448. Strada Voineasa
449. Strada Voinescu Ion
450. Strada Voinicului
451. Strada Voioșiei
452. Strada Voroneț
453. Strada Vrejului
454. Strada Vulcan Județu
455. Strada Vulturilor
456. Strada Zarafi
457. Strada Zarzărilor
458. Strada Zborului
459. Strada Zemeș
460. Strada Zimnicea
461. Strada Zizin